# 호계중학교 (울산)
호계중학교(虎溪中學校)는 대한민국 울산광역시 북구 매곡동에 있는 공립 중학교이다.

## 학교 연혁
- 2005년 12월 30일 : 호계중학교 10학급 설립인가
- 2006년 3월 1일 : 초대 오학섭 교장 취임
- 2006년 3월 6일 : 개교 및 신입생 입학
- 2009년 2월 13일 : 제1회 졸업식(10학급 399명)
- 2020년 2월 24일 : 현 교사(校舍) 이전
- 2021년 3월 2일 : 제16회 입학식(14학급 395명)
- 2022년 2월 11일 : 제14회 졸업식 (졸업생 224명, 총 3,316명)
- 2022년 9월 1일 : 제7대 이경태 교장 취임

## 참고 자료
- 호계중학교 - 한국교육학술정보원 학교알리미